# Deadly Premonition
Deadly Premonition, titré Red Seeds Profile (レッドシーズプロファイル) au Japon, est un jeu vidéo d'horreur psychologique en monde ouvert sorti sur Xbox 360 et PlayStation 3. Le jeu est développé par Access Games et publié par Ignition Entertainment en  Amérique du Nord, Marvelous Entertainment au Japon et Rising Star Games en Europe.
Une version Nintendo Switch intitulée Deadly Premonition Origins est sortie en 2019. Sa suite, Deadly Premonition 2: A Blessing in Disguise développée par la même équipe dont Hidetaka « Swery » Suehiro, est sortie en 2020.

## Trame
L’aventure s’ouvre sur la découverte du corps d’une jeune femme, assassinée et abandonnée en pleine nature, et retrouvée par les habitants de la petite ville de Greenvale. L’agent spécial du FBI Francis York Morgan est alors dépêché sur place pour  mener les investigations en collaboration avec les forces de l’ordre locales. Mais alors qu’il arrive aux abords de la ville, son véhicule fait une embardée, et notre jeune agent du FBI se retrouve seul et sans moyen de communication. L’agent York se résigne donc à emprunter le chemin forestier avoisinant la ville pour atteindre Greenvale, où l’attend déjà le shérif. Ainsi commence son cauchemar.

## Développement
L'univers du jeu se veut très inspiré du travail de David Lynch — et notamment de sa série télévisée Twin Peaks. De nombreuses références y sont ainsi distillées tout au long de l'aventure. Le personnage principal devait à l'origine être une femme, inspirée par l'agent du FBI Clarice Starling et interprété à l'écran par Jodie Foster dans le film Le Silence des agneaux.
Une version retravaillée titrée Deadly Premonition: The Director's Cut est sortie en avril 2013 en Europe et le mois précédent en Amérique du Nord en exclusivité sur PlayStation 3. Cette version propose des graphismes et des contrôles revus, une compatibilité au PlayStation Move, ainsi qu'un nouvel épilogue.

## Postérité
Un remaster Nintendo Switch intitulé Deadly Premonition Origins a été annoncé lors du Nintendo Direct du 5 septembre 2019 et est sorti le même jour. Celui-ci se base sur l'édition d'origine plutôt que l'édition Director's Cut, ne retenant donc pas ses additions.
Une suite, nommée Deadly Premonition 2: A Blessing in Disguise, est sortie le 10 juillet 2020 en exclusivité temporaire sur Nintendo Switch.